# Dioscorea buchananii
Dioscorea buchananii là một loài thực vật có hoa trong họ Dioscoreaceae. Loài này được Benth. mô tả khoa học đầu tiên năm 1879.